# Doubna (rivière)
Pour les articles homonymes, voir Doubna (homonymie).
La Doubna (en russe : Дубна) est une rivière de Russie et un affluent de la rive droite de la Volga.

## Géographie
Elle arrose les oblasts de Vladimir et de Moscou.
La Doubna est longue de 167 km et draine un bassin versant de 5 350 km2. Son principal affluent est la rivière Sestra.

## Toponyme
La ville de Doubna se trouve au confluent de la Doubna et de la Volga.